# Pragmatique Sanction (Autriche)
Pour les articles homonymes, voir Pragmatique Sanction.

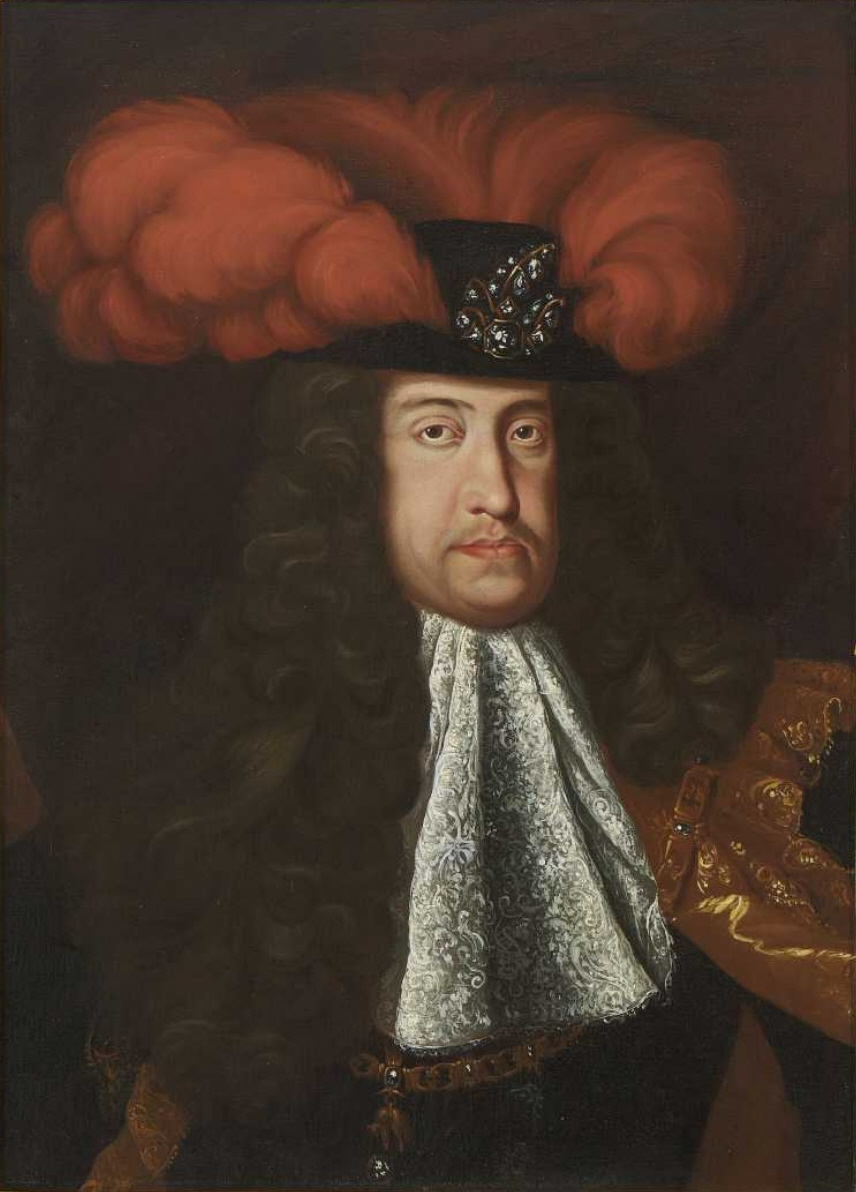
L'empereur Charles VI.

La Pragmatique Sanction est un édit du 19 avril 1713 de l'empereur Charles VI, modifiant le règlement établi en 1703 par Léopold Ier pour la succession à la tête des territoires héréditaires de la maison de Habsbourg, situés tant à l'intérieur qu'à l'extérieur du Saint-Empire : l'archiduché d'Autriche, le royaume de Hongrie, le royaume de Bohême, les Pays-Bas et certains territoires italiens.
Par cet édit, il voulait assurer la succession, en l'absence d'héritier mâle, à ses propres filles, au détriment de ses nièces, filles de son frère aîné Joseph Ier.
Cette mesure ne concernait pas la dignité d'empereur, chef du Saint-Empire romain germanique, qui restait élective, bien qu'attribuée depuis des siècles à l'archiduc d'Autriche, chef de la maison de Habsbourg.

## Contexte

### La disposition léopoldine (1703)
À la fin du règne de l'empereur Léopold Ier (1640-1705), la succession pose des problèmes : en 1701, Joseph, fils aîné de Léopold, perd son fils unique, Léopold Joseph, né en 1700 ; après la naissance d'une seconde fille, il rend sa femme stérile en lui transmettant une maladie vénérienne.
Léopold Ier, proche de sa fin, établit en 1703 un règlement successoral, la Disposition léopoldine : le patrimoine des Habsbourg reviendra à Joseph ; dans le cas de la mort de Joseph, la couronne passerait à son frère cadet, Charles.
Par prudence, Léopold prévoit toute éventualité : dans le cas où Charles n’aurait pas d’héritier mâle, l’héritage des Habsbourg ira aux filles de Joseph par ordre de naissance ; d'abord Marie-Josèphe, née en 1699 puis Marie-Amélie, née en 1701.

### La succession de Léopold (1705)
L'empereur Léopold Ier meurt en 1705 et Joseph lui succède tandis que Charles essaie de conquérir le trône espagnol, laissé vacant par la mort du dernier Habsbourg d'Espagne, lequel a désigné comme successeur un prince français, donc ennemi de l'Autriche (guerre de Succession d'Espagne, 1701-1714).
Charles se marie en 1708, mais son union est toujours stérile lorsqu'il succède à son frère en 1711 sous le nom de Charles VI.
Au cas où il mourrait sans enfants, sans héritier mâle, la question de la succession se trouverait de nouveau posée.

## La Pragmatique Sanction
N'espérant plus conquérir le trône espagnol, Charles VI décide de s'opposer à la Disposition léopoldine et, en 1713, fait rédiger une « Pragmatique Sanction » qui établit qu'à défaut d'héritier mâle, la succession reviendrait en premier lieu aux filles du dernier empereur régnant, c'est-à-dire les siennes.
En 1716, Charles VI a un fils, ce qui semble mettre fin aux incertitudes. Mais l'enfant meurt au berceau. Le 13 mai 1717, l'impératrice donne le jour à une fille, Marie-Thérèse. En 1718, puis 1724 naissent deux autres filles dont la plus jeune meurt en bas âge.
Les filles de Joseph, Marie-Josèphe et Marie-Amélie, se trouvent exclues de la succession. Charles VI exige de ses deux nièces le serment de se soumettre aux dispositions de la Pragmatique Sanction. Lorsqu'elles se marient, il exige le même serment de leurs époux : en 1719, Marie-Josèphe épouse le fils de l'électeur de Saxe et roi de Pologne Auguste II ; en 1722, Marie-Amélie épouse le fils de l'électeur de Bavière. Ces deux princes sont puissants et leurs États bordent dangereusement les frontières des États habsbourgeois.

## La reconnaissance de la Pragmatique Sanction

### Dans les possessions des Habsbourg

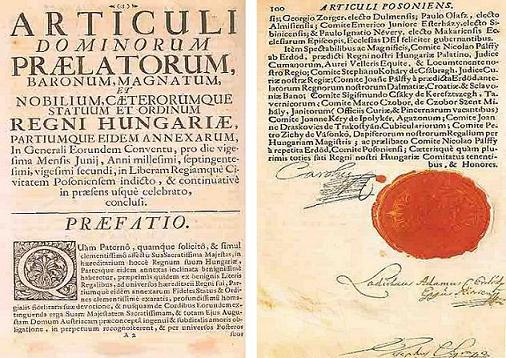
Le texte de la Pragmatique Sanction.

Charles VI s'occupe de transformer la Pragmatique Sanction en loi organique de ses États. Tous adhèrent, mais certains - comme les États de Hongrie - exigent des concessions qui affaiblissent l'autorité impériale.

### Par les pays étrangers
Pendant 10 ans, Charles VI déploie de grands efforts pour faire accepter sa mesure par les cours d'Europe.
Il doit contracter des engagements avec Auguste de Saxe, roi de Pologne, et avec la Russie, ce qui va l'impliquer dans deux guerres : la guerre de Succession de Pologne contre la France et l'Espagne qui lui coûte Naples et la Sicile échangées contre le duché de Parme et une guerre avec la Turquie qui lui coûte la Valachie et la Serbie.
D'autres concessions doivent être faites :
- Le royaume de France accepte contre la cession des duchés de Lorraine et de Bar, aux termes du traité de Vienne (1738) ; cela permet à Marie-Thérèse d'épouser le duc de Lorraine François III qui reçoit la Toscane en compensation de ses duchés.
- L'Espagne accepte après la cession du duché de Parme au profit de l'infant Don Carlos à qui la Toscane était promise. Celui-ci ira conquérir Naples et la Sicile qui seront définitivement échangées contre le duché de Parme.
- Le royaume de Grande-Bretagne obtient la cessation des activités de la Compagnie d'Ostende qui lui faisait concurrence aux Indes.

Seul le royaume de Prusse de Frédéric-Guillaume Ier l'agrée par fidélité à l'Empereur. Celui-ci promet toutefois à Frédéric-Guillaume les duchés de Berg et Juliers, que, finalement, il ne lui cède pas. Humilié, Frédéric-Guillaume refuse d'aider l'Autriche dans sa ruineuse guerre contre les Turcs et, peu avant son décès, se rapproche de la France par le traité de la Haye de 1739. Son fils Frédéric II le vengera en envahissant la Silésie autrichienne dès décembre 1740.
Ces accords de principe coûtent à la maison de Habsbourg la désorganisation de ses finances et de son armée.

## Épilogue: la succession de Charles VI

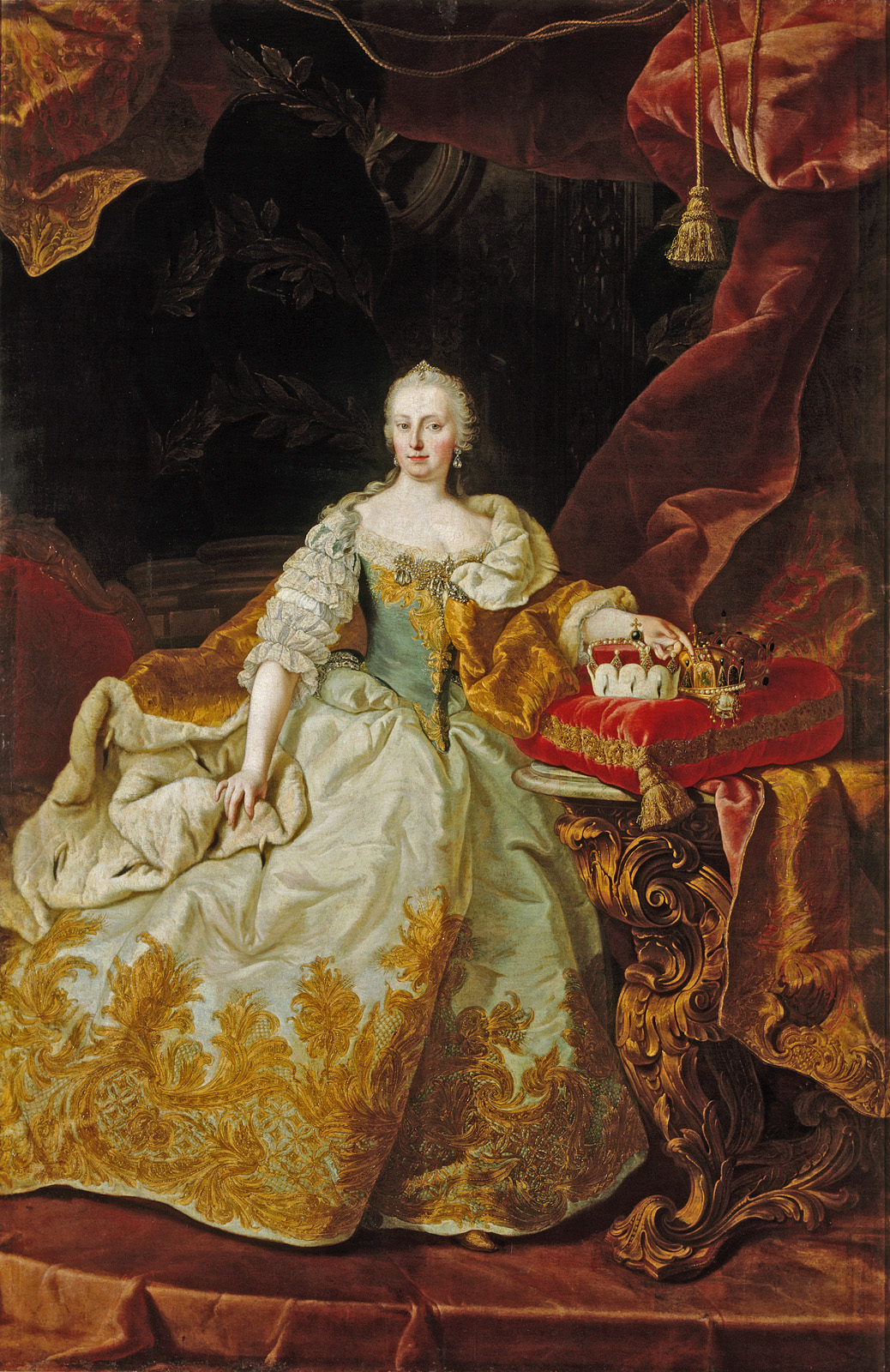
Marie-Thérèse, fille de Charles VI, seule contre tous.

En fin de compte, tout cela n'aura servi à rien : lorsque l'empereur meurt en octobre 1740, sa fille Marie-Thérèse lui succède bien. Mais les caisses sont vides et l'armée est désorganisée à la suite de la guerre désastreuse contre les Turcs qui vient de se terminer. Aucun général ne s'est montré le digne successeur du prince Eugène de Savoie-Carignan, le glorieux commandant des armées des Habsbourg, mort en 1736.
Dans la position de faiblesse où se trouve l'Autriche, aucun des signataires de la Pragmatique Sanction ne songe à respecter ses engagements.
Contre toute attente, c'est le roi de Prusse, Frédéric II, qui déclenche les hostilités dès le mois de décembre, en envahissant sans préavis la riche province de Silésie. C'est le début de la guerre de Succession d'Autriche qui durera huit ans.